# Центральный дом Российской армии имени М. В. Фрунзе
Центральный дом Российской армии имени М. В. Фрунзе (ЦДРА) — федеральное государственное бюджетное учреждение, основной культурно-досуговый центр Вооружённых Сил Российской Федерации.
ЦДКА был основан по решению РВС СССР в 1927 году и открыт 23 февраля 1928 года. Расположен по адресу Москва, Суворовская площадь, д. 2. 

## История

### Предыстория

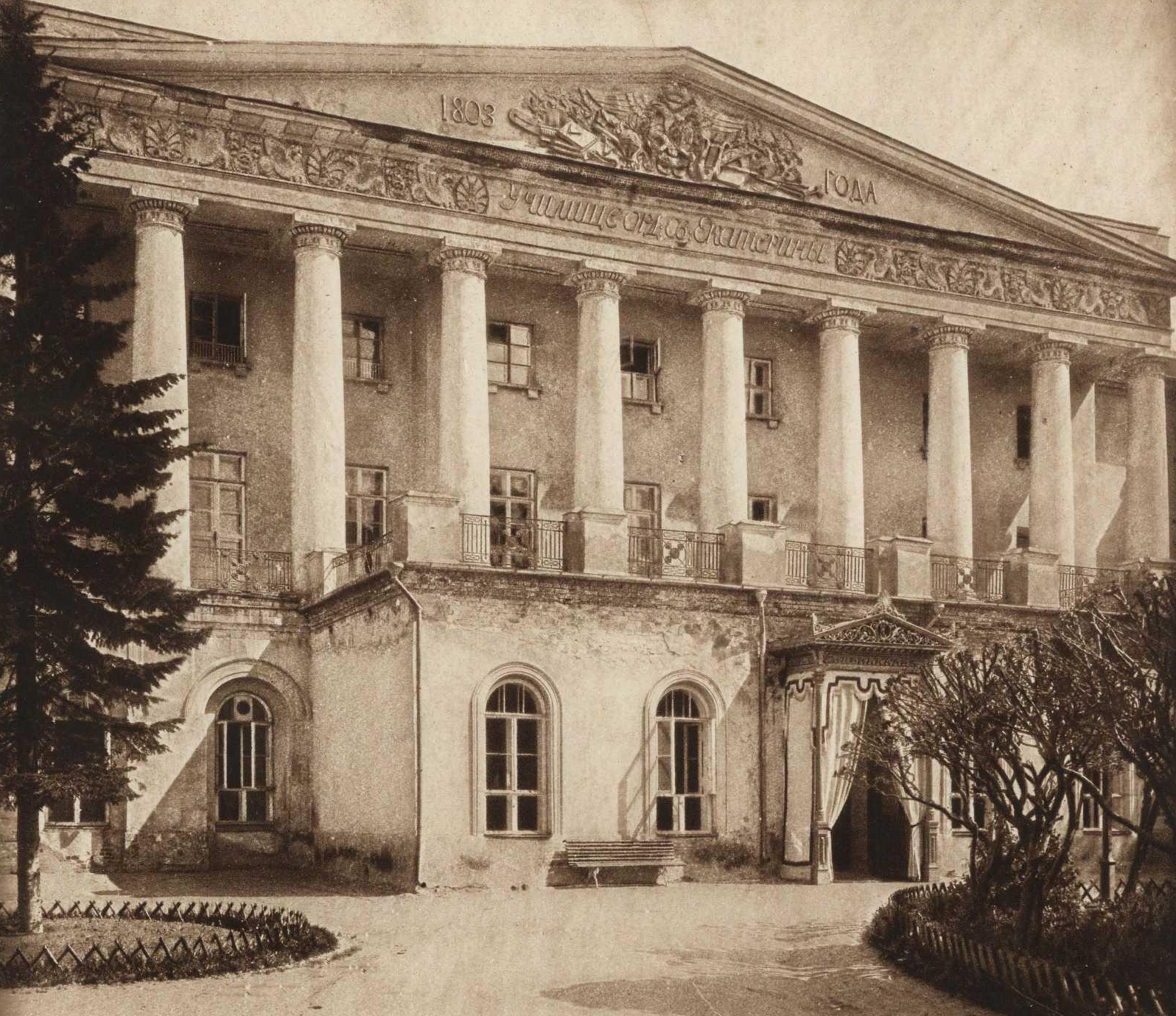
Здание Екатерининского института в Москве, 1912 год

В 1758 году на территории нынешней Суворовской площади была обустроена загородная усадьба графа Владимира Семёновича Салтыкова. Первоначальный проект здания в стиле барокко выполнил архитектор Дмитрий Ухтомский. Рядом с усадьбой был разбит сад и оранжереи. В 1777 году загородные постройки были выставлены на продажу и приобретены государственной казной через обер-полицмейстера Николая Архарова. На территории бывшей усадьбы был открыт Инвалидный дом для неимущих штаб- и обер-офицеров.
В 1803 году Инвалидный дом был переведён в Екатерининскую богадельню. В освободившемся здании по указу императора Александра I и содействии императрицы Марии Федоровны было учреждено Училище ордена Святой Екатерины. Училище стало называться Екатерининским институтом благородных девиц и просуществовало до 1917 года.

### Основание Центрального дома

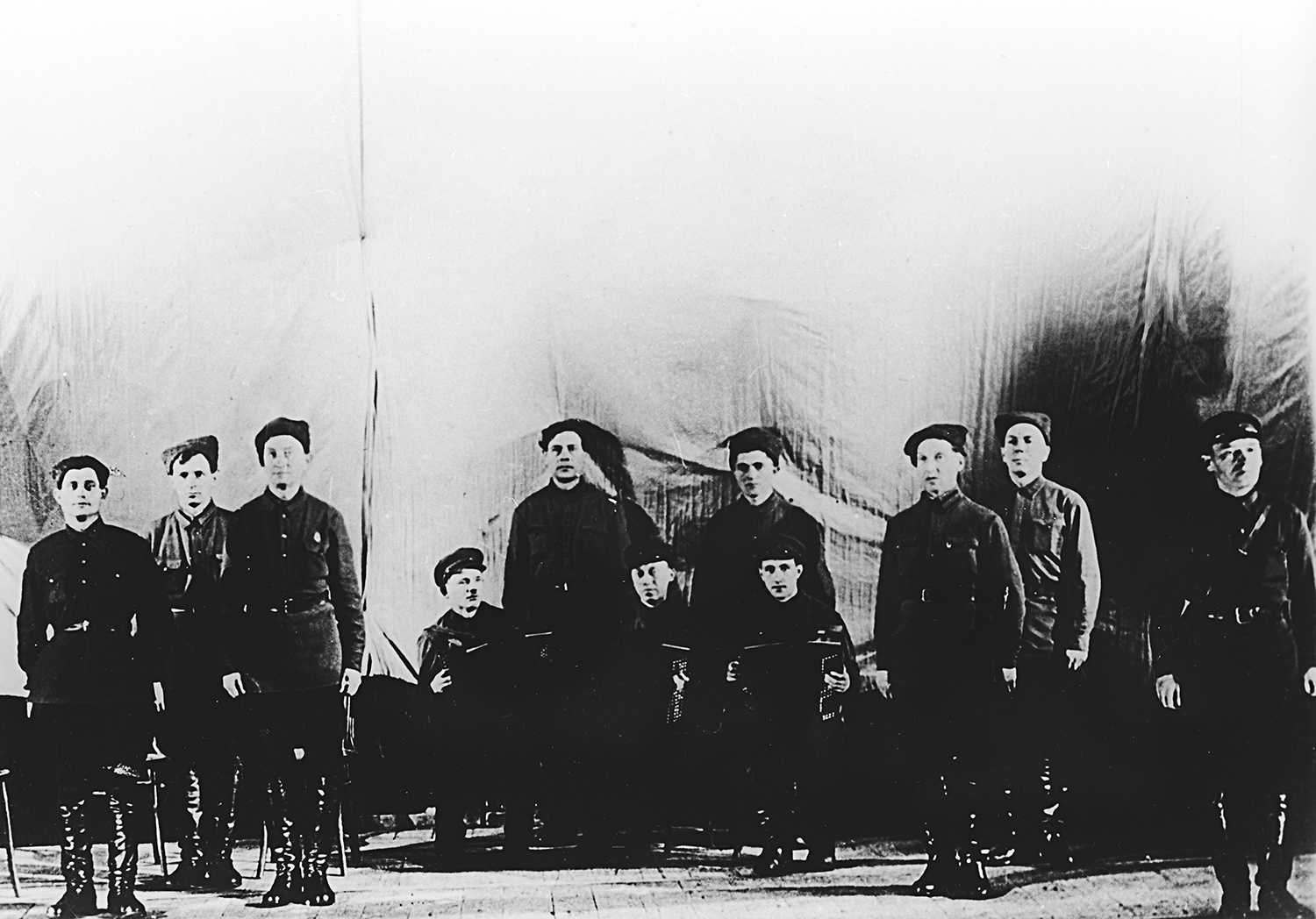
Первое выступление Ансамбля красноармейской песни 12 октября 1928 года в ЦДКА

История армейского культурного учреждения, располагающегося в здании бывшего Екатерининского института благородных девиц, началась 27 сентября 1927 года, когда приказом Революционного военного совета СССР в Москве был создан Центральный дом Красной армии «для удовлетворения культурных запросов военных работников и их семейств, а также для совместной политико-просветительной работы с трудовыми массами».
Открытие ЦДКА состоялось 23 февраля 1928 года и было приурочено к десятилетию Красной армии. Деятельность нового культурного центра перешла под контроль политуправления РККА и курировалась влиятельными государственными лицами. По словам Климента Ворошилова, члена совета ЦДКА, он «должен стать не только центром отдыха и развлечений для начсостава, но и местом освежения и углубления его знаний, центром военно-научной работы, должен стать вольной академией командира РККА». С этой целью при военном учреждении культуры были созданы учебно-научные кабинеты, которые занимались военно-политической работой, военным строительством, изучением многих военных дисциплин, где проходили обучение более двух тысяч слушателей.
На культурных мероприятиях Центрального дома присутствовали многие известные люди. Например, Максим Горький проводил творческие вечера и деловые совещания с работниками библиотек. ЦДКА часто посещали Демьян Бедный, Александр Серафимович, Илья Эренбург, Алексей Толстой, Всеволод Вишневский, Александр Фадеев и другие литераторы.
В Центральном доме Красной Армии сформировались многие известные военные ансамбли и творческие коллективы. 12 октября 1928 года здесь состоялось первое выступление Ансамбля песни и пляски имени Александра Александрова. Вскоре ансамбль был зачислен в штат ЦДКА и получил название Ансамбля красноармейской песни Центрального дома Красной Армии имени М. В. Фрунзе. В предвоенный период при ЦДКА также были открыты Театр Российской армии, Отдельный военный показательный оркестр Министерства обороны, Центральный шахматный клуб. С 1928 по 1965 года в здании на Суворовской площади размещался музей Красной армии и флота, ныне — Центральный музей Вооруженных Сил. Центральный дом сделал существенный вклад в развитие армейского спорта, открыв Центральный спортивный клуб Армии. В 1953 году ЦСКА стал самостоятельной структурой.

### Военный период
Во время Великой Отечественной войны из ЦДКА на фронт отправлялись артистические бригады театров, филармоний, концертно-гастрольных объединений. За годы войны в действующую армию на фронте побывало более 900 бригад, которые провели около миллиона концертов. В выездной концертной деятельности участвовали такие известные исполнители, как Лидия Русланова, Пров Садовский, Елена Гоголева, Михаил Царёв, Игорь Ильинский, Виктор Хенкин, писатели и поэты Василий Лебедев-Кумач, Агния Барто, Валентин Катаев, Николай Тихонов, Алексей Сурков и др. Одним из самых известных выступлений военного периода стало исполнение песни «Священная война» Ансамблем имени Александрова на Белорусском вокзале. Во время войны ЦДКА работал также в качестве агитационно-пропагандистского пункта, где изготавливались материалы для политработников, лекторов и пропагандистов.

### Послевоенный период

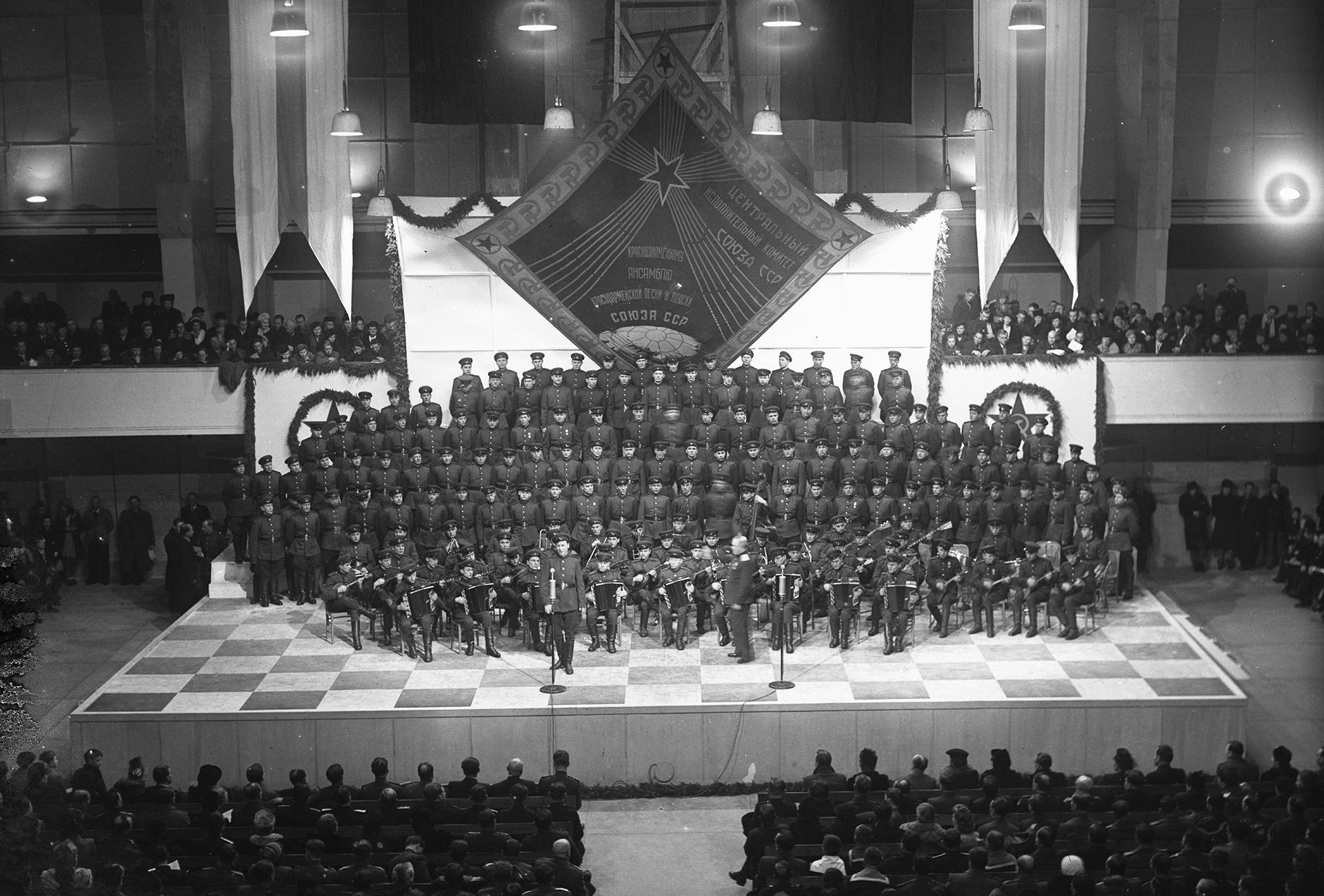
Выступление ансамбля Красной армии в Хельсинки, 1945

После войны при администраторе Барабашове Сергее Михайловиче в конце 1946 ЦДКА был переименован в Центральный Дом Советской Армии имени Фрунзе (ЦДСА). В культурно-просветительских целях были открыты новые учреждения: дома офицеров, клубы, библиотеки, театры, ансамбли, развивалась художественная самодеятельность. Однако Центральный дом продолжал функционировать как головной и крупнейший в стране культурно-просветительский армейский центр. Деятельность учреждения была отмечена рядом высоких наград: в 1968 году ЦДСА получил орден Красной Звезды, а в 1978 — орден Октябрьской Революции.
Расцвет деятельности ЦДСА пришёлся на 1960-е и 1970-е годы. В это время на постоянной основе проходили занятия в Университете культуры, заседания клуба молодых офицеров, субботние встречи и иные мероприятия.
ЦДСА также исполнял обязанности учебно-методического центра и совершенствовал навыков сотрудников войсковых культпросветучреждений. Дом организовывал научно-практические конференции и семинары, касающиеся культурной деятельности Вооружённых Сил СССР, которые проходили при представительстве руководства Министерства обороны страны и участии военнослужащих, ветеранов войны, журналистов, литераторов, актёров. При ЦДСА также функционировали: вечерний университет марксизма-ленинизма, курсы по подготовке в военные академии, военно-научное общество, литературный клуб и т. д. Руководило деятельностью Центрального дома Главное политическое управление СА и ВМФ.
ЦДСА в советское время служил местом прощания с умершими членами правительства СССР, ЦК КПСС, в нём прощались с Ю. А. Гагариным, В. М. Комаровым, другими погибшими космонавтами, маршалами Советского Союза Г. К Жуковым, К. К. Рокоссовским, А.М. Василевским, И. С. Коневым, а также с  А. Н. Косыгиным, другими партийными и государственными деятелями. Статус ЦДСА как места прощания был ниже, чем статус Колонного зала Дома Союзов, погребение из него часто осуществлялось не на Красной площади, а всего лишь на Новодевичьем кладбище. Если статус умершего позволял осуществление погребение на Красной площади, то оно осуществлялось только после предварительной кремации в Кремлёвскую стену. Последний раз похороны на Красной площади из ЦДСА проводились  в сентябре 1984 года (заместителя Председателя Совета Министров СССР Л. А. Костандова). После этого ЦДСА ещё дважды использовался как место прощания - в 1988 году в нём прощались с бывшим Главкомом ВМФ СССР С. Г. Горшковым, а в 1989 году с А. А. Громыко. В обоих случаях похороны состоялись на Новодевичьем кладбище, хотя первоначальным местом упокоения А. А. Громыко была объявлена Красная площадь. С 1989 года церемонии прощания в ЦДСА не проводятся.

### Преемственность наименований
За время существования организация несколько раз меняла названия. В 1946 году Центральный Дом Красной Армии был переименован в Центральный Дом Советской Армии имени Михаила Фрунзе, а в 1993 — в Центральный Дом Российской Армии. С 1997 по 2016 года ЦДРА носил название Культурного центра Вооружённых Сил Российской Федерации. Приказом министра обороны от 16 июня 2016 года было присвоено название — Центральный Дом Российской Армии имени М. В. Фрунзе.

### Современное состояние

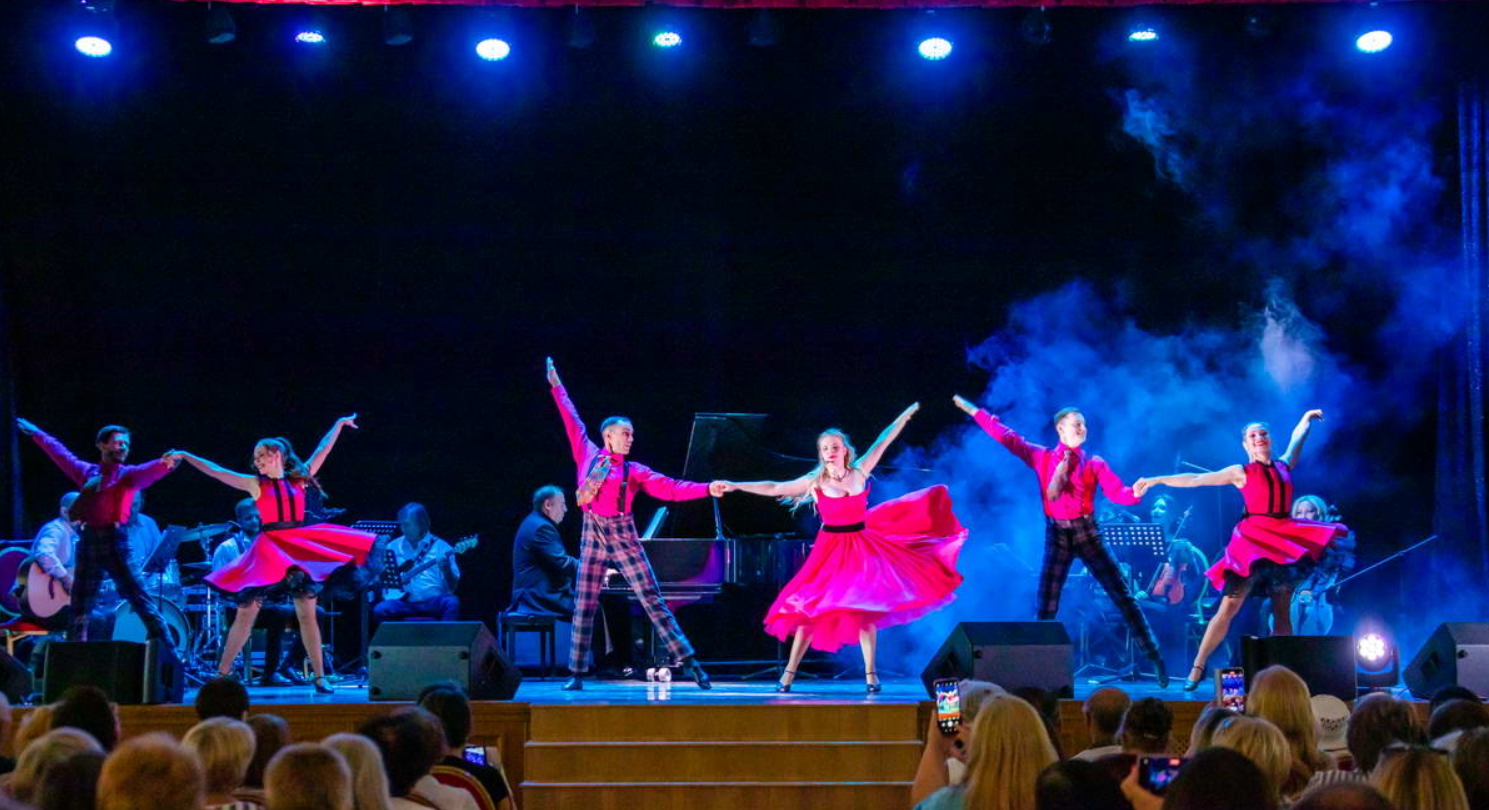
Танцевальная группа Центрального дома Российской армии. Июль 2022 года

По настоящее время дом остаётся главным военным учреждением культуры и методическим центром действующей армии. За значительный вклад в военно-патриотическое воспитание ЦДРА был дважды (в 1995 и в 2005 годах) удостоен благодарности Президента России, который отметил активную работу в войсках и воинских коллективах.
Помимо ЦДРА, на Суворовской площади расположены Культурный центр Вооружённых Сил Театр Российской армии. Рядом с площадью находятся Центральный музей Вооружённых Сил и Студия военных художников имени Митрофана Грекова.

## Архитектурный облик здания

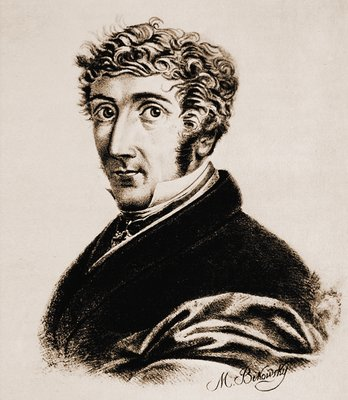
Портрет Доменико Жилярди

Ансамбль зданий ЦДРА (главный корпус, южный и северный флигели, парадный двор с оградой и Екатерининский парк) является памятником архитектуры со второй половины XVIII века. Центральная часть главного здания возведена в 1779 году. В связи с переездом сюда Екатерининского института, в 1802—1807 годах здание было перестроено. К центральному фасаду был пристроен десятиколонный портик, поднятый на аркаде. Боковые западающие оси здания были укрупнены, а торцевые части объединены с имевшимися пристройками простым фасадом. В 1818—1827 годах архитекторы Доменико Жилярди и Афанасий Григорьев значительно расширили бывший особняк, добавив к торцевым плоскостям дома новые объёмы. В 1918—1928 годах здание было реставрировано по проекту Сергея Торопова.

## Деятельность
Центральный Дом Российской Армии является государственным бюджетным учреждением, подконтрольным Министерству обороны, которое работает в сфере культурно-досуговой и социальной деятельности. Как отмечено на официальном сайте, «основной целью деятельности ЦДРА является удовлетворение духовных потребностей, воспитание, организация культурного досуга военнослужащих, гражданского персонала Вооруженных Сил и членов их семей».
Концертные бригады ЦДРА активно выступают в войсковых частях, перед участниками боевых учений, выезжают на учебные полигоны, гарнизоны, военные базы. Среди всероссийских мероприятий Центрального дома — организация фестивалей «Катюша» и «Крымская волна» в 2016 году, а также конкурсов культурно-досуговой работы «Золотой сокол» и детского рисунка «Я помню! Я горжусь!» в 2017.
На 2017 год при ЦДРА функционируют около 20 кружков и клубов, в том числе военно-научное общество, офицерский танцевальный клуб «Госпожа удача», устный журнал «Боевая подруга», бильярдный и теннисный клубы и т. д.
На сайте сообщается, что в учреждении служат 55 орденоносцев и 115 сотрудников, награждённых медалями, также 22 награждены званием Заслуженный работник культуры Российской Федерации, двое — Заслуженный деятель искусств Российской Федерации, семеро — Заслуженный артист Российской Федерации.
На 2017 год ЦДРА руководит заслуженный работник культуры РФ Василий Иванович
Мазуренко.

## Структура

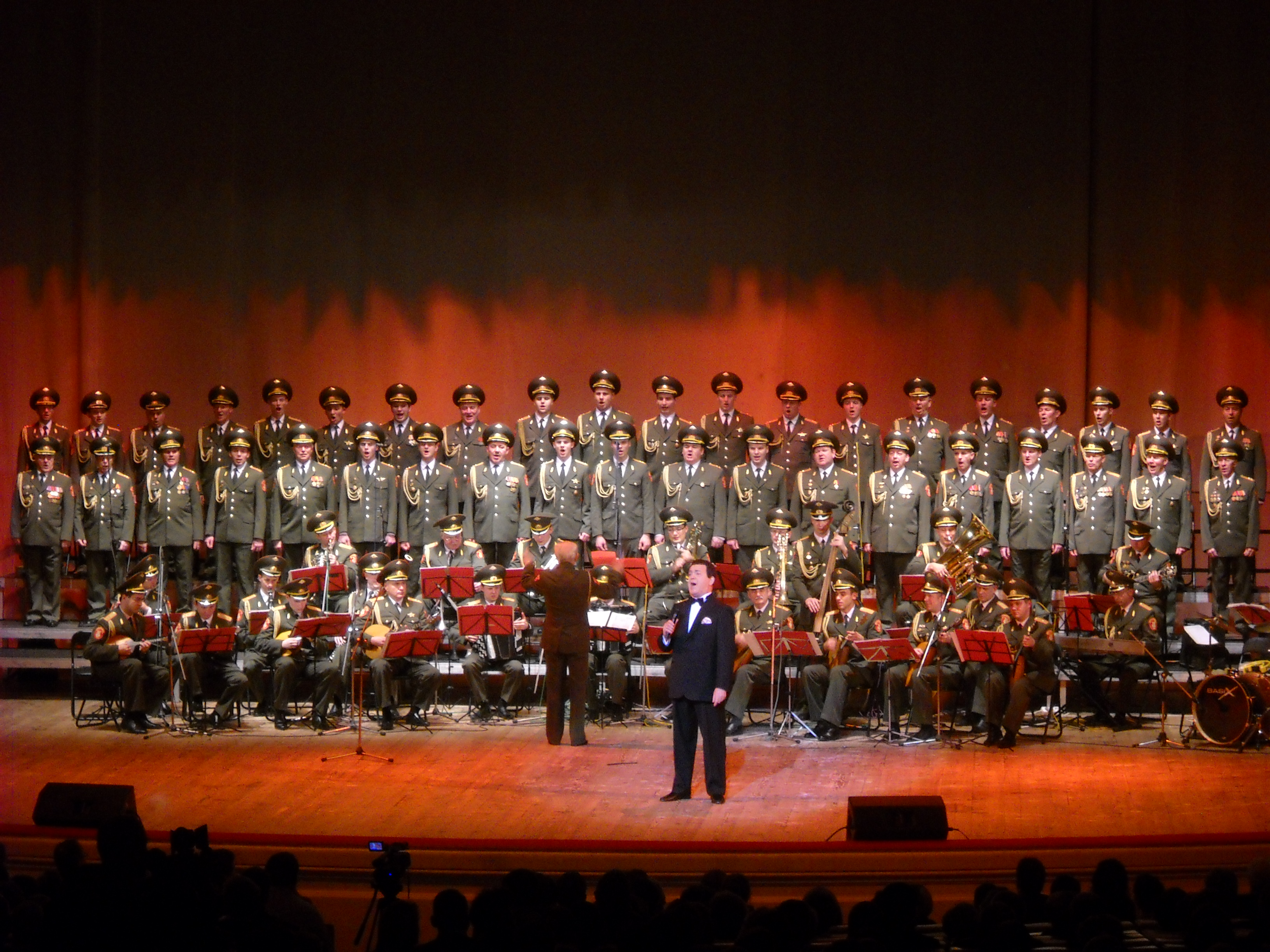
Иосиф Кобзон с ансамблем Александрова, Вроцлов, 2009

Центральный дом российской армии включает в себя следующие отделы:
- Отдел организации концертных программ осуществляет следующие виды деятельности: концертная деятельность, создание концертных программ, организация и проведение фестивалей и творческих конкурсов. В числе основных задач отдела: улучшение эффективности работы по созданию концертных программ и организации концертной деятельности для повышения уровня нравственного, эстетического и военно-патриотического воспитания военнослужащих, гражданского персонала Вооружённых Сил Российской Федерации и членов их семей, организация культурно-художественного обслуживания военнослужащих в ходе мероприятия оперативной и боевой подготовки, специальных учений, культурно-художественное обслуживание военнослужащих в отдалённых гарнизонах, на отдельных военных базах и полигонах, организация концертной деятельности для военнослужащих в период подготовки и проведения государственных праздников, праздников в честь памятных дат в истории России и Вооружённых Сил, включая культурно-художественное обслуживание участников военного парада на Красной площади в Москве формирование концертных бригад для культурно-художественного обслуживания гарнизонов, военных округов и флотов. Начальник отдела: Белян Александр Александрович, заслуженный работник культуры Российской Федерации[11].

- Методический отдел занимается организацией культурно-досуговой деятельности военных учреждений культуры, проведением учебно-методических семинаров, публичных лекций, групповых и индивидуальных консультаций по проблемам культурно-досуговой работы. Руководит отделом Дмитрий Хробостов[12].

- Отдел культуры Руководит отделением заслуженный работник культуры РФ Михаил Михайлов. Основным направлением своей работы Михайлов считает «формирование у военнослужащих, гражданского персонала и членов их семей высоких морально-психологических качеств, нравственное воспитание, духовный рост, организацию культурного досуга, развитие самодеятельного художественного творчества, кружковой работы и всемерное развитие чувства прекрасного и возвышенного в служении своей Родине»[13].

- Методический отдел занимается организацией культурно-досуговой деятельности военных учреждений культуры, проведением учебно-методических семинаров, публичных лекций, групповых и индивидуальных консультаций по проблемам культурно-досуговой работы. Руководит отделом Дмитрий Хробостов[12].

Приоритетные направления работы методического отдела:

— анализ состояния культуры в Вооружённых Силах;

— повышение квалификации культурно-досуговых работников армии и флота, помощь Военному университету Минобра в подготовке и переподготовке кадров культурно-досуговой сферы;

— сотрудничество с Минкультом, научными учреждениями, учебными заведениями, центральными учреждениями культуры других ведомств, проведение исследований по проблемам культурной деятельности; 

— разработка методической и репертуарной литературы культурологического характера, а также предложений и рекомендаций по её использованию военными учреждениями и творческими коллективами и др.

- Отдел военно-шефской работы выполняет функцию связи ЦДРА с войсками: формирует и направляет в военные части культурно-художественные бригады выставки, осуществляет помощь армейским и флотским культурно-досуговым учреждениям в проведении торжественных мероприятий. Помимо прочего, в ведение отдела входит также организация массовых спортивных и физкультурно-оздоровительных мероприятий[14]. Начальник отдела — Галина Карасёва, заслуженный работник культуры РФ[14].

- В качестве основных целей военно-художественной студии писателей указывается:

— организация работы и руководство литературным объединением имени Владимира Карпова при военно-художественной студии писателей ЦДРА;

— участие в военно-патриотическом воспитании военнослужащих, офицеров запаса и в отставке, гражданского персонала вооружённых сил РФ, членов их семей;

— организация творческих вечеров армейских литераторов, читательских конференций, круглых столов по наиболее значимым художественным произведениям о современной армии и флоте и др..
Студия писателей ежегодно организовывает Всероссийский литературный конкурс «Твои, Россия, сыновья!» и Всероссийский литературный конкурс имени генералиссимуса Александра Суворова и многие другие мероприятия. Руководит студией полковник в отставке Владимир Силкин.
- Руководство организационно-плановым отделом осуществляет Олег Барбашёв[16].

- В фонде библиотеки насчитывается свыше 500 тыс. томов. Она обладает уникальной коллекцией книг, среди которых «Арифметика» Магницкого (1703 г.), сочинения Михаила Ломоносова (1794 г.), рукописный Устав Петра I (1720 г.), переписка Екатерины Великой с Вольтером (1812 г.) и др.[17][9].

- Планетарий ЦДРА расположен в Екатерининском парке и оснащён оптико-механическим проектором звёздного неба «Малый Цейс», воспроизводящим точную картину расположения небесных светил над горизонтом в любой момент времени из любого пункта северного полушария Земли. Зрительный зал планетария рассчитан на 60 мест[18].

В учреждении находятся также концертные, выставочные, лекционные, читальный залы, методические кабинеты и учебные аудитории, собственные теннисные корты, бильярдный зал, историко-мемориальный зал с коллекцией произведений изобразительного и декоративно-прикладного искусства XIX — начала XX вв. (875 ед.).

### Залы

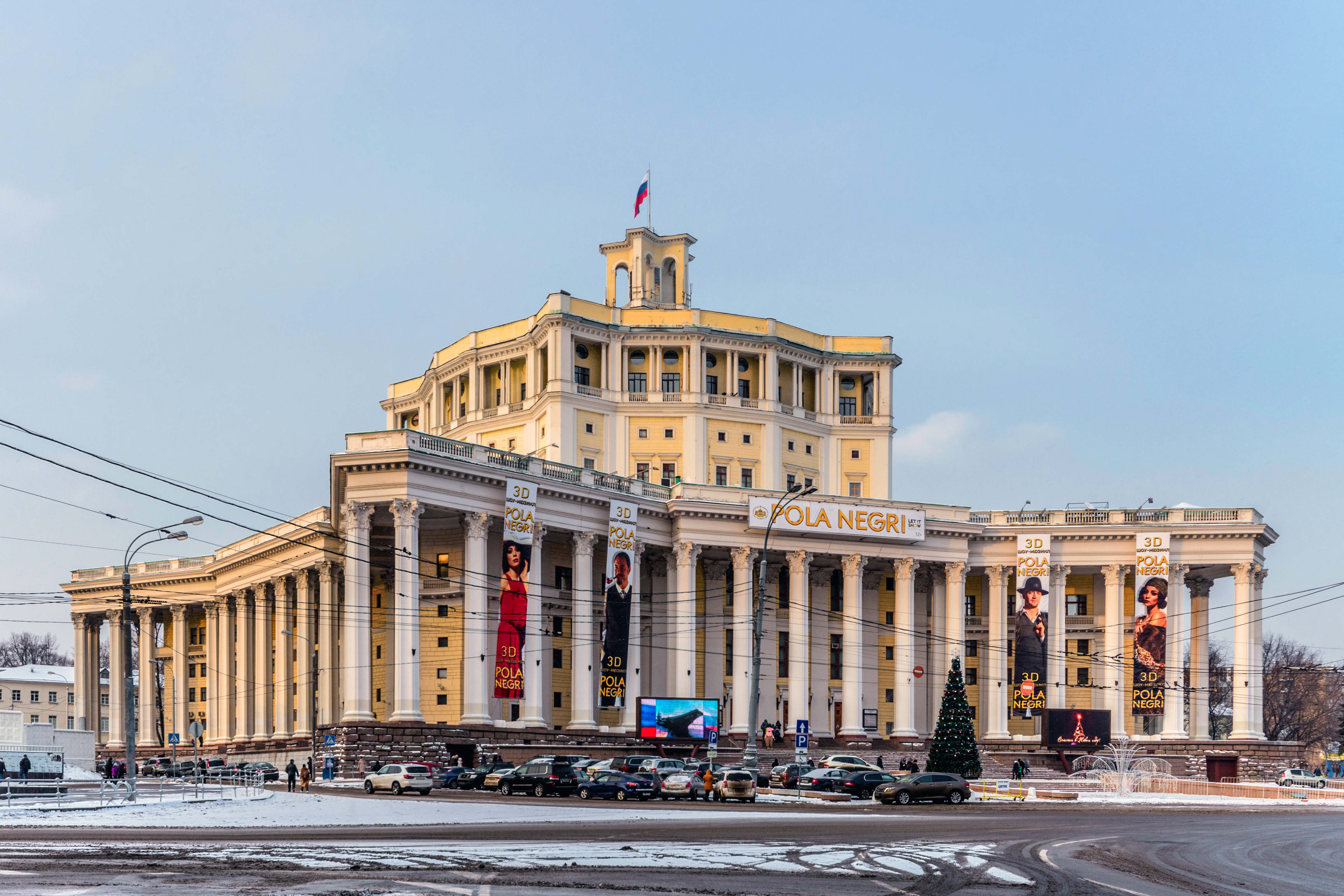
Центральный академический театр Российской армии в Москве, 2016

В Центральном Доме Российской Армии действуют следующие концертные помещения:
- Краснознамённый зал предназначен для торжественного приёма гостей и вмещает до 600 гостей.
- В каминном зале, который вмещает до 120 человек, обычно проходят заседания клуба высших офицеров России.
- Киноконцертный зал со вместимостью 400—600 гостей оборудован современной световой и звуковой техникой.
- Малахитовая гостиная рассчитана на 100 гостей.
- Золотая гостиная отличается богатством интерьера и малой вместимостью — около 20 человек.
- Красная гостиная предназначена для проведения официальных встреч, вечеров салонной музыки и может вместить до 80 человек.
- Белая гостиная рассчитана на малых приёмов до 100 человек
- Камерный зал отличается скромностью внутреннего убранства и может принять до 200 гостей[20].